# Volontariat
Unter Volontariat versteht man im allgemeinen Sinn einen freiwilligen, zeitlich beschränkten Einsatz in einer Institution oder Organisation (vgl. Freiwilligendienst). Im spezifischen Sinn ist mit diesem Begriff auch eine im Gegensatz zur Lehre gesetzlich nicht genau geregelte Ausbildung gemeint. Diese findet hauptsächlich im karitativen und kaufmännischen Bereich, in der öffentlichen Verwaltung und zur Berufsvorbereitung oder Weiterbildung Anwendung. Im Journalismus werden dagegen Auszubildende generell als Volontäre bezeichnet. Ein Volontariat dauert je nach Vorbildung und Eignung zwischen 12 und 24 Monaten.

## Etymologie
Der Begriff Volontär wurde im 17. Jahrhundert aus dem Französischen entlehnt. Französisch volontaire „Freiwilliger“ ist eine Substantivierung von volontaire „freiwillig“ und geht über lateinisch voluntārius auf lateinisch voluntās „Wollen, Wille, Neigung“ zurück.

## Journalismus

### Situation in Deutschland
Das Volontariat bei Tageszeitungen und Zeitschriften als ein Weg innerhalb der Ausbildung von Journalisten in Deutschland ist nur tarifvertraglich geregelt. Es gibt seit dem Jahr 1990 genaue Vorgaben über Länge, Inhalte der Ausbildung und Bezahlung; dazu gehört zum Beispiel auch der Besuch von Volontärskursen. Der seit 1990 tarifvertraglich verankerte Anspruch der Volontäre auf festgelegte Ausbildungsinhalte richtet sich an die Mitgliedsverlage des Bundesverbandes Deutscher Zeitungsverleger; hierauf beziehen sich die nachfolgenden Ausführungen. Im Gegensatz dazu ist das Volontariat bei Buchverlagen oder PR-Agenturen nicht geregelt. Entsprechend unterschiedlich kann es hier ausgestaltet sein.

#### Voraussetzungen
Das Mindestalter beträgt 18 Jahre.
Eine Vorbildung wird nicht überall zwingend gefordert. In der Praxis werden jedoch insbesondere bei überregionalen Medien Volontäre mit einem abgeschlossenen Hochschulstudium bevorzugt; dementsprechend liegt hier das tatsächliche Alter von Volontären durchschnittlich zwischen 28 und 30 Jahren. Im Gegensatz zum Praktikum absolvieren angehende Journalisten meist nur ein einziges Volontariat. Rundfunkanstalten wie der NDR weisen im Bewerbungsverfahren sogar darauf hin, dass eine Bewerbung nur Aussicht auf Erfolg habe, sofern der Bewerber bislang noch kein Redaktions- bzw. Programmvolontariat absolviert hat.

#### Dauer und Ausbildung
Ein Redaktionsvolontariat dauert 24 Monate. Es darf nicht verlängert werden; eine Verkürzung unter die Dauer von 15 Monaten ist nicht zulässig. Zum geregelten Volontariat gehören Volontärskurse als Bestandteil der Ausbildung.
Beim tarifvertraglich geregelten Volontariat ist der Volontär in dieser Zeit in den verschiedenen Abteilungen/Redaktionen eines Zeitungs- oder Zeitschriften-Verlages oder einer Fernseh- und Rundfunkanstalt tätig. Im Idealfall lernt er so den gesamten Ablauf einer Redaktion und die von ihr zu erfüllenden Aufgaben kennen. Während der Ausbildung sollen mindestens drei Ressorts durchlaufen werden, wobei Lokales (Nachrichten) und Politik verpflichtend sind und durch ein drittes Ressort nach Wahl, zum Beispiel Wirtschaft, Sport oder Kultur, ergänzt werden. Es besteht während des Volontariates ein Anspruch auf einen oder mehrere insgesamt vierwöchige überbetriebliche Bildungsabschnitte sowie einen in der Regel zweiwöchigen innerbetrieblichen Bildungsabschnitt.
Der öffentlich-rechtliche Rundfunk (Hörfunk und Fernsehen) orientierte sich bisher weitgehend an der Regelung des Tarifvertrags. Ein Programmvolontariat für Hörfunk und Fernsehen dauert in der Regel 18 Monate, in denen zwischen fünf und zehn Stationen durchlaufen werden. Anders ist die Situation bei den privaten Radio- und Fernsehsendern: Hier werden Volontariate zu völlig unterschiedlichen Bedingungen (Dauer, Höhe des Gehalts, Ausbildung) angeboten.
In der Praxis werden Volontäre häufig wie normale Redakteure eingesetzt, was laut der tarifvertraglichen Ausbildungsordnung allerdings nicht zulässig ist. 
Absolventen einer Journalistenschule müssen in der Regel kein Volontariat mehr absolvieren, sondern können direkt als Redakteure eingestellt werden. Teilweise sind auch Kurse an Journalistenschulen Teil eines Volontariats, so dass der Volontär – vergleichbar mit einem Auszubildenden – einen Teil der Zeit an der Schule und einen Teil in der Redaktion verbringt. Dieses Modell findet sich bei der katholischen Journalistenschule ifp, der Axel-Springer-Akademie und der Burda Journalistenschule.
Zum geregelten Volontariat gehört die Teilnahme an Volontärskursen. Folgende Einrichtungen bieten Volontärskurse an:
- Akademie Berufliche Bildung der deutschen Zeitungsverlage
- Akademie der Bayerischen Presse
- Akademie für Publizistik
- Kuratorium für Journalistenausbildung (Österreich)
- Medien-Ausbildungs-Zentrum (Schweiz)
- Stiftung Journalistenakademie Dr. Hooffacker
- Institut zur Förderung publizistischen Nachwuchses

#### Das Volontariat als mindestlohnpflichtiges Praktikum
Strittig zwischen Gewerkschaften und Arbeitgeberverbänden ist, ob Volontäre in Redaktionen ohne Tarifbindung Anspruch auf den gesetzlichen Mindestlohn haben, der für Praktikanten garantiert sein kann. Hintergrund ist, dass Volontariate in keinem Gesetz näher definiert sind, von den Verlegern, Verlagsgeschäftsführern und Chefredakteuren aber als die übliche Ausbildung angesehen werden.
Rechtlich sind zwei Fragen zu unterscheiden: Ist ein Volontariat an sich ein Praktikum im Sinne des § 22 Absatz 1 Satz 3 MiLoG? - und: Bietet das Volontariat eine mit einer gesetzlichen Berufsausbildung vergleichbare praktische Ausbildung?
Das Volontariat als Praktikumsverhältnis
Sprachgewohnheiten und Branchenüblichkeiten sind für diese Frage unerheblich. Traditionell wird zwar zwischen einem Volontariat und einem Praktikum unterschieden. Die maßgebliche gesetzliche Definition für „Praktikum“ enthält nun § 22 Abs. 1 Satz 3 MiLoG: „Praktikantin oder Praktikant ist unabhängig von der Bezeichnung des Rechtsverhältnisses, wer sich nach der tatsächlichen Ausgestaltung und Durchführung des Vertragsverhältnisses für eine begrenzte Dauer zum Erwerb praktischer Kenntnisse und Erfahrungen einer bestimmten betrieblichen Tätigkeit zur Vorbereitung auf eine berufliche Tätigkeit unterzieht, ohne dass es sich dabei um eine Berufsausbildung im Sinne des Berufsbildungsgesetzes oder um eine damit vergleichbare praktische Ausbildung handelt.“ Ist danach das Volontariat nur eine Spielart eines Praktikums (vgl. Österreich), so ist nach § 22 Abs. 1 Satz 2 MiLoG der Mindestlohn zu zahlen, da beim Volontariat keine der in § 22 Abs. 1 Satz 2 MiLoG genannten Ausnahmetatbestände vorliegen dürfte, es sei denn, das konkrete Volontariat bietet eine mit der gesetzlichen Berufsausbildung vergleichbare praktische Ausbildung (siehe unten).
Untersucht man die Abgrenzungsversuche zwischen Volontariat und Praktikum, so erscheinen sie fraglich:
- Beispiel: „Das Volontariat grenzt sich vom Praktikum dadurch ab, dass es bei ihm regelmäßig keine von vornherein festgelegten Ausbildungsabschnitte gibt, während beim Praktikum die Lerninhalte grds. zumindest grob festgelegt sind. Zudem ist das Volontariat – anders als das Praktikum – in der Regel keine Voraussetzung für die Zulassung zu Studium oder Beruf.“:[4] Für das Mindestlohngesetz sind die angeblichen Unterschiede unerheblich.
- Beispiel: „Ein Volontär ist eine Person, die sich ggü. dem AG als Ausbildendem zur Leistung v. Diensten und dieser sich zur Ausbildung der Person verpflichtet, ohne dass mit der Ausbildung eine vollständig abgeschlossene Fachausbildung in einem anerkannten Ausbildungsberuf beabsichtigt wäre“[5]: auch das Praktikumsverhältnis ist ein Ausbildungsverhältnis, das kein Berufsausbildungsverhältnis ist. § 22 MiLoG spricht nicht davon, dass das Ausbildungsverhältnis sich im Rahmen einer anderweitigen Gesamtausbildung vollziehen muss. Nach dem BAG ist dies nur „häufig“, d. h. nicht notwendigerweise der Fall.

Die Vergleichbarkeit eines Volontariats mit einer gesetzlichen Berufsausbildung
Sieht man im Volontariat grundsätzlich ein Praktikum im Sinne § 22 Absatz 1 Satz 3 MiLoG, so ist nur dann kein Mindestlohn – sondern nur eine angemessene Vergütung nach § 26 BBiG i. V. m. § 17 BBiG – zu zahlen, wenn das Volontariat eine der gesetzlichen Berufsausbildung vergleichbare Ausbildung hat. Das BAG hat eine Vergleichbarkeit beim tarifvertraglichen Redaktionsvolontariat bejaht, weil der Tarifvertrag eine Mindestdauer von 2 Jahren vorschreibt und eine detaillierte Ausbildungsregelung enthält. Für ein einjähriges Fernsehvolontariat wurde eine Vergleichbarkeit verneint.
Unterfällt ein Volontariat nicht dem MiLoG, so ist jedenfalls nach § 26 BBiG i. V. m. § 17 BBiG eine „angemessene Vergütung“ zu zahlen, d. h. die Vergütung darf nach der Rechtsprechung des BAG die tarifvertragliche Vergütung für Volontäre nicht mehr als 20 % unterschreiten.
Ist ein Volontariat in Wirklichkeit ein Arbeitsverhältnis, so kann Lohnwucher im Sinne des § 138 BGB vorliegen, mit der Rechtsfolge, dass i. V. m. § 612 Abs. 2 BGB die übliche Vergütung eines Redakteurs zu zahlen ist.

### Situation in Österreich
Während in Deutschland unter einem Volontariat prinzipiell eine längerfristige Ausbildung verstanden wird, existiert hingegen in Österreich keine typische redaktionelle Journalistenausbildung, so dass der Begriff „Volontariat“ zumeist synonym zu dem Begriff „Praktikum“ verwendet wird, was zu Verständnisproblemen führen kann. Am ehesten entspricht in Österreich die Stelle eines so genannten Redaktionsaspiranten der eines deutschen Volontärs. Der ORF hat mittlerweile auf die bislang ungeregelte Ausbildungsproblematik in Österreich reagiert und im Jahr 2010 im Rahmen der ORF-Akademie journalistische Trainee-Stellen ausgeschrieben.

### Situation in der Schweiz
In der Schweiz wird die redaktionsgebundene Journalistenausbildung als „Stage“ bezeichnet. Die Ausbildungszeit variiert auch hier zwischen 18 und 24 Monaten. Ein Hochschulabschluss und mehrjährige journalistische Erfahrungen sind auch in der Schweiz oftmals Formalvoraussetzung für den Antritt der Stagezeit. Das öffentlich-rechtliche Schweizer Radio und Fernsehen (SRF) bietet, ähnlich einem Programmvolontariat bei einer der neun deutschen ARD-Landesrundfunkanstalten, eine unternehmensinterne Stage-Ausbildung an. Die korrekte Bezeichnung für eine Person, die sich in der Redaktorausbildung befindet, lautet „Stagiaire“. Das Gleiche gilt für das EDA.

## Öffentliche Verwaltung

### Wirtschafts- und Verwaltungsvolontariate
In verschiedenen Bundesländern in Deutschland gibt es Programme zum Austausch von Führungskräften, sogenannte Wirtschafts- und Verwaltungsvolontariate. Auf diesem Wege soll das gegenseitige Verständnis für die Rahmenbedingungen, Entscheidungsprozesse und Organisationsstrukturen erhöht, sowie der Erfahrungsaustausch über bewährte Managementmethoden in Verwaltung und Wirtschaft forciert werden. Programme dieser Art sind insbesondere in Bayern und Niedersachsen etabliert.

### Volontariate an Kunstmuseen und vergleichbaren Kultureinrichtungen
Im Museums- und Ausstellungswesen und in der Denkmalpflege erfolgt der Einstieg üblicherweise über ein Volontariat. Alle staatlichen Denkmalämter und viele staatliche oder kommunale Museen bieten Stellen an. In den meist staatlichen oder kommunalen Einrichtungen (Sammlungen, Museen, Galerien) wird eine zweijährige Tätigkeit als Wissenschaftlicher Volontär oder Wissenschaftlicher Museumsassistent in Fortbildung gewünscht. Von Bewerbern wird meistens ein abgeschlossenes wissenschaftliches Hochschulstudium (mindestens Master/Magister, besser Promotion) in einem kulturwissenschaftlichen Fach, bevorzugt in Kunstgeschichte, gefordert. Zu den Aufgaben im Rahmen der Museumsarbeit gehört etwa die Mitarbeit bei der wissenschaftlichen Sammlungsbearbeitung und das Kuratieren von Ausstellungen. Ziel der Ausbildung ist es, Volontärinnen und Volontäre zu selbstständiger wissenschaftlicher und praktischer Tätigkeit an Museen zu befähigen und ihnen einen Einblick in das Museum als lebendige Organisation zu geben, in der zahlreiche Abteilungen professionell zusammenarbeiten. Organisatorisches Geschick, Teamfähigkeit und Kommunikationskompetenz sowie Kenntnisse und Erfahrung im Umgang mit Datenbanken und EDV-Programmen sind dabei wünschenswert. Den Volontärinnen und Volontären wird üblicherweise Gelegenheit gegeben, Sammlungsbestände wissenschaftlich zu betreuen, Recherchen durchzuführen, bei der Öffentlichkeitsarbeit mitzuwirken, Projekte selbstständig zu kuratieren, Sonderausstellungen zu organisieren, Texte dazu zu verfassen und Führungen durch Ausstellungen vorzunehmen.

### Bibliotheksvolontariat
In Thüringen erfolgt die Ausbildung für den Höheren Bibliotheksdienst in der Rechtsform des Volontariates. Dieses Volontariat ist analog zum sonst üblichen Bibliotheksreferendariat strukturiert, es endet aber nicht mit der Laufbahnprüfung, da der wissenschaftliche Volontär kein Beamter auf Zeit ist. Die Abschlussprüfung erfolgt an der Humboldt-Universität zu Berlin; der Abschluss lautet wissenschaftliche/r Bibliothekar/in.

## Andere Berufe

### Kaufmännische Berufe
Klassischerweise wurden als Volontäre auch die Auszubildenden in kaufmännischen Berufen bezeichnet. Durch die gesetzliche Regelung der Ausbildung (Berufsschule, staatlicher Abschluss etc.) ist diese Bezeichnung kaum noch gebräuchlich und durch den Begriff des Trainee ergänzt worden. Für einen Volontär besteht nach Beendigung des Volontariats keine unmittelbare Option auf die Übernahme in ein Arbeitsverhältnis.

### Kunsthandel
Außerdem ist der Einstieg in den Kunsthandel oft nur über ein Volontariat möglich. Dies gilt vor allem, wenn die Tätigkeit in einem Auktionshaus angestrebt wird.